# ロバート・モンタギュー (第3代マンチェスター公爵)
第3代マンチェスター公爵ロバート・モンタギュー（英語: Robert Montagu, 3rd Duke of Manchester、1710年頃 – 1762年5月10日）は、グレートブリテン王国の貴族、政治家。1734年から1739年までハンティンドンシャー選挙区選出の庶民院議員を務めた後、マンチェスター公爵の爵位を継承した。

## 生涯
初代マンチェスター公爵チャールズ・モンタギューと妻ドディントン・グレヴィルの息子として、1710年頃に生まれた。
1734年イギリス総選挙でハンティンドンシャー選挙区から出馬して庶民院議員に当選、以降1739年10月21日に兄チャールズからマンチェスター公爵の爵位を継承するまで議員を務めた。また、1735年から1737年までキャロライン王妃の副宮内長官を、1739年から1762年までハンティンドンシャー知事を、1739年から1761年まで寝室侍従を、1761年から1762年までシャーロット王妃の宮内長官を務めた。
1762年5月10日に死去、長男ジョージが爵位を継承した。

## 家族
1735年4月3日、エドマンド・ダンチの娘ハリエット（Harriet、1755年2月25日没）と結婚した。2人は2男2女をもうけた。
- ジョージ（1737年 – 1788年）
- チャールズ・グレヴィル（英語版）（1741年 – 1784年） -  1765年9月20日に結婚
- キャロライン（1818年没） - 1775年、チャールズ・ハーバートと結婚
- ルイーサ - 生涯未婚